# Carex congdonii
Espèce
Classification phylogénétique
Carex congdonii est une espèce de plantes du genre Carex et de la famille des Cyperaceae.